# Чартово (Любуське воєводство)
Чартово (пол. Czartowo) — село в Польщі, у гміні Дрезденко Стшелецько-Дрезденецького повіту Любуського воєводства.
Населення — 59 осіб (2011).
У 1975-1998 роках село належало до Гожовського воєводства.

## Демографія
Демографічна структура станом на 31 березня 2011 року:
|          | Загалом | Допрацездатний вік | Працездатний вік | Постпрацездатний вік |
| -------- | ------- | ------------------ | ---------------- | -------------------- |
| Чоловіки | 32      | 6                  | 25               | 1                    |
| Жінки    | 27      | 3                  | 19               | 5                    |
| Разом    | 59      | 9                  | 44               | 6                    |